# Cambiamento di rotazione dei buchi neri

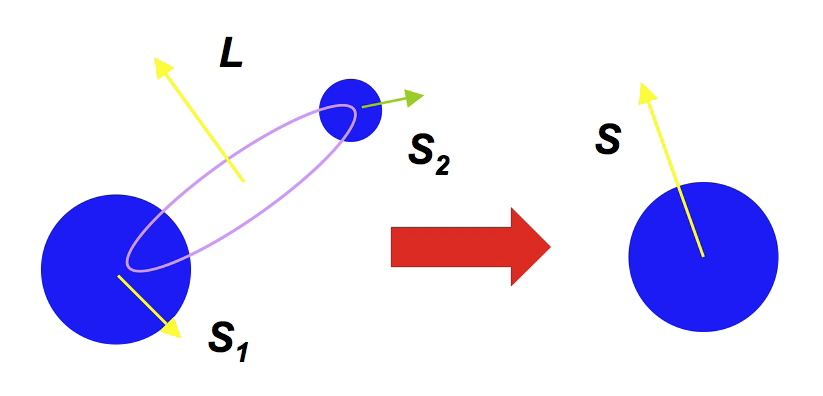
Una rappresentazione schematica del cambiamento di rotazione di un buco nero.

Un cambiamento di rotazione avviene in un buco nero rotante quando il suo asse di spin cambia improvvisamente orientazione a causa dell'assorbimento di un secondo, più piccolo, buco nero.
Si ritiene che questi cambiamenti di orientazione (in inglese chiamati "spin flips") siano la conseguenza di fusioni di galassie, quando due buchi neri supermassicci finiscono per formare una coppia legata situata al centro della galassia risultante dalla fusione e infine vanno incontro a una coalescenza subito dopo aver generato delle onde gravitazionali.
L'importanza astrofisica dei cambiamenti di rotazione dei buchi neri è dovuta al fatto che allo spin di questi ultimi sono associati diversi processi fisici; ad esempio oggi si ritiene che i getti relativistici che emergono dal centro di alcune galassie attive siano emessi parallelamente all'asse di spin di buchi neri supermassicci, quindi un cambiamento nella rotazione di un buco nero risulterebbe in un cambio della direzione dei suddetti getti. 

## Fisica
Un cambiamento di rotazione è l'ultimo stadio dell'evoluzione di un buco nero binario. Considerando quest'ultimo costituito da due buchi neri aventi massa {\displaystyle M_{1}} e {\displaystyle M_{2}} e che ruotano attorno a un centro di massa comune, il momento angolare, {\displaystyle J}, del sistema binario è dato dalla somma del momento angolare dell'orbita, {\displaystyle {L}}, e dei momenti angolari di spin {\displaystyle {S}_{1,2}={S}_{1}+{S}_{2}} dei due corpi. Indicando quindi con {\displaystyle M_{1}} ed {\displaystyle M_{2}} le masse dei due buchi neri, con {\displaystyle a_{1}} e {\displaystyle a_{2}} i loro parametri di Kerr, e l'angolo da nord dei loro assi di spin con {\displaystyle \theta }, si può scrivere:
{\displaystyle \mathbf {S} _{1}=\{\mathbf {a} _{1}*\mathbf {M} _{1}*\cos(\pi /2-\theta ),\mathbf {a} _{1}*\mathbf {M} _{1}*\sin(\pi /2-\theta )\}}
{\displaystyle \mathbf {S} _{2}=\{\mathbf {a} _{2}*\mathbf {M} _{2}*\cos(\pi /2-\theta ),\mathbf {a} _{2}*\mathbf {M} _{2}*\sin(\pi /2-\theta )\}}
{\displaystyle \mathbf {J} _{\rm {init}}=\mathbf {L} _{\rm {orb}}+\mathbf {S} _{1}+\mathbf {S} _{2}.}
Se la separazione orbitale è sufficientemente piccola, l'emissione di energia e di momento angolare sotto forma di radiazione gravitazionale farà sì che tale separazione diminuisca. Infine, il buco nero più piccolo, di massa {\displaystyle M_{2}}, tenderà a raggiungere l'orbita circolare stabile più interna (identificata con l'acronimo ISCO dall'espressione inglese "Innermost Stable Circular Orbit") attorno al buco nero più grande, per terminare poi il suo percorso fondendosi con quest'ultimo. Dopo la coalescenza, il momento angolare finale è dato da:
{\displaystyle \mathbf {J} _{\rm {final}}=\mathbf {S} ,}
ossia dal momento angolare di spin del buco nero risultante dall'unione dei due. Trascurando il momento angolare perso sotto forma di onde gravitazionali durante lo spiraleggiamento poco prima della coalescenza, che è comunque di piccola entità, la conservazione del momento angolare implica che:
{\displaystyle \mathbf {S} \approx \mathbf {L} _{\rm {ISCO}}+\mathbf {S} _{1}+\mathbf {S} _{2}.}
Poiché {\displaystyle S_{2}} risulta essere {\displaystyle (M_{2}/M_{1})^{2}} volte {\displaystyle S_{1}}, esso può essere ignorato se {\displaystyle M_{2}} è molto più piccola di {\displaystyle M_{1}}. Utilizzando questa approssimazione si ottiene che:
{\displaystyle \mathbf {S} \approx \mathbf {L} _{\rm {ISCO}}+\mathbf {S} _{1}.}
Questa equazione stabilisce che lo spin finale del buco nero ottenuto è dato dalla somma dello spin iniziale del buco nero più grande e del momento angolare orbitale del buco nero più piccolo nella sua ultima orbita stabile. Poiché i vettori {\displaystyle S_{1}} e {\displaystyle L} sono generalmente orientati in direzioni diverse, {\displaystyle S} punta in una direzione diversa rispetto a {\displaystyle S_{1}} e avviene quindi un cambiamento di rotazione.
L'angolo di inclinazione dell'asse dello spin del nuovo buco nero rispetto all'asse di spin del precedente buco nero maggiore dipende dalla grandezza relativa di {\displaystyle L_{\rm {ISCO}}} e {\displaystyle S_{1}}, e dall'angolo tra essi. Considerando le condizioni estreme in cui {\displaystyle S_{1}} è molto piccolo, lo spin finale è dominato da {\displaystyle L_{\rm {ISCO}}} e l'angolo di re-orientamento può essere grande. Considerando invece l'altro estremo, il buco nero più grande potrebbe essere un buco nero di Kerr-Newman rotante e il suo momento angolare di spin sarebbe quindi di ordine: 
{\displaystyle \mathbf {S_{1}} \approx \mathbf {GM_{1}^{2}/c} .}
Il momento angolare del buco nero più piccolo posto sulla ISCO dipende dalla direzione della sua orbita, ma è comunque di ordine:
{\displaystyle \mathbf {L_{\rm {ISCO}}} \approx \mathbf {GM_{1}M_{2}/c} .}
Confrontando queste due espressioni, si evince che anche un buco nero abbastanza piccolo, di massa pari a un quinto di quella del buco nero più grande, può portare a un re-orientamento dell'asse di spin di quest'ultimo di 90 gradi o più.

## Connessione con le radiogalassie
I cambiamenti di rotazione dei buchi neri sono stati discussi per la prima volta nel contesto di una particolare classe di radiogalassie, le radiogalassie a forma di X. Questi oggetti celesti esibiscono due coppie di radiolobi (regioni molto estese da cui si ha l'emissione radio nelle radiogalassie) disallineate, i lobi "attivi" e le "ali", e oggi si ritiene che le ali siano orientate nella direzione del getto precedente al cambiamento di rotazione e che i lobi attivi puntino invece nella direzione attuale del getto.